# Bad Wildungen
Bad Wildungen – miasto uzdrowiskowe w Niemczech, w kraju związkowym Hesja, w rejencji Kassel, w powiecie Waldeck-Frankenberg.
W mieście rozwinął się przemysł metalowy oraz chemiczny.

## Współpraca
Miejscowości partnerskie:
- Bad Berka, Niemcy (Turyngia)
- Saffron Walden, Wielka Brytania
- Saint-Jean-de-Maurienne, Francja
- Yichun, Chiny.